# Maestra (genus)
Maestra is een geslacht van wantsen uit de familie van de Miridae (blindwantsen). Het geslacht werd voor het eerst wetenschappelijk beschreven door Rauno E. Linnavuori in 1994.

## Soorten
Het genus bevat de volgende soorten:

- Maestra erato Linnavuori, 1994
- Maestra leucoptera Linnavuori, 1994